# Arini (trib)
Tribul Arini al papagalilor neotropicali este o cladă monofiletică de papagali caracterizați prin penaj colorat și cozi lungi și conice. Ei se găsesc în Mexic, America Centrală și America de Sud, Caraibe și sudul Statelor Unite.
Studiile moleculare au datat separarea tribului Arini de la papagalii neotropici ancestrali la sfârșitul Paleogenului, cu aproximativ 30-35 de milioane de ani în urmă.

## Taxonomie
Arini este una dintre cele două clade recunoscute în subfamilia Arinae a papagalilor neotropicali din familia Psittacidae a papagalilor afrotropicali și neotropicali, una dintre cele trei familii de papagali tipici.

### Genuri
- Anodorhynchus (3 specii)
- Cyanopsitta – extinct în sălbăticie
- Ara (10 specii)
- Orthopsittaca
- Primolius (3 specii)
- Diopsittaca
- Rhynchopsitta (3 specii)
- Ognorhynchus
- Guaruba
- Leptosittaca
- Psittacara (13 specii)
- Aratinga (6 specii)
- Eupsittula (5 specii)
- Thectocercus
- Cyanoliseus
- Pyrrhura (24 specii)
- Enicognathus (2 specii)
- † Conuropsis (2 specii)

## Galerie

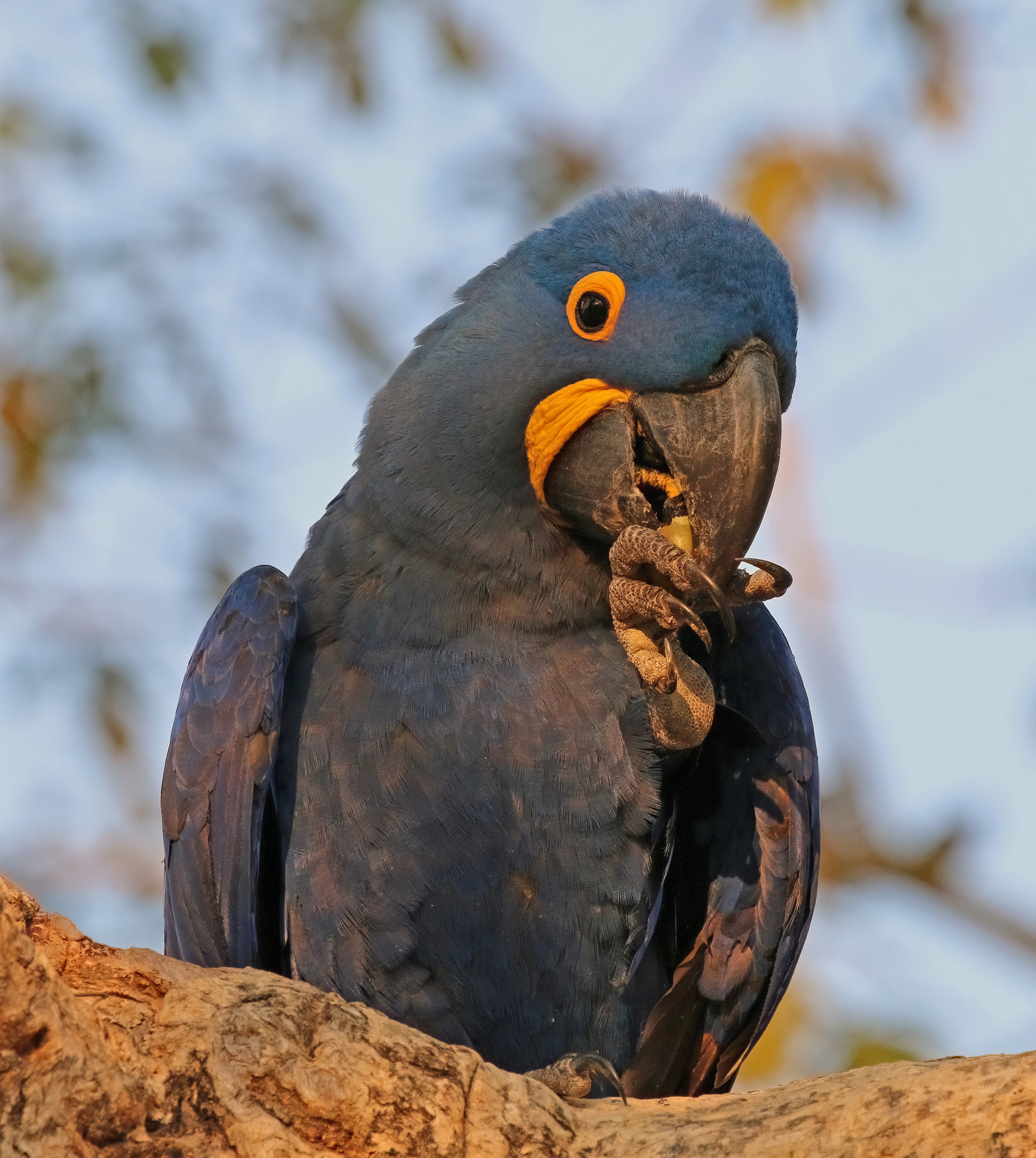
Anodorhynchus hyacinthinus
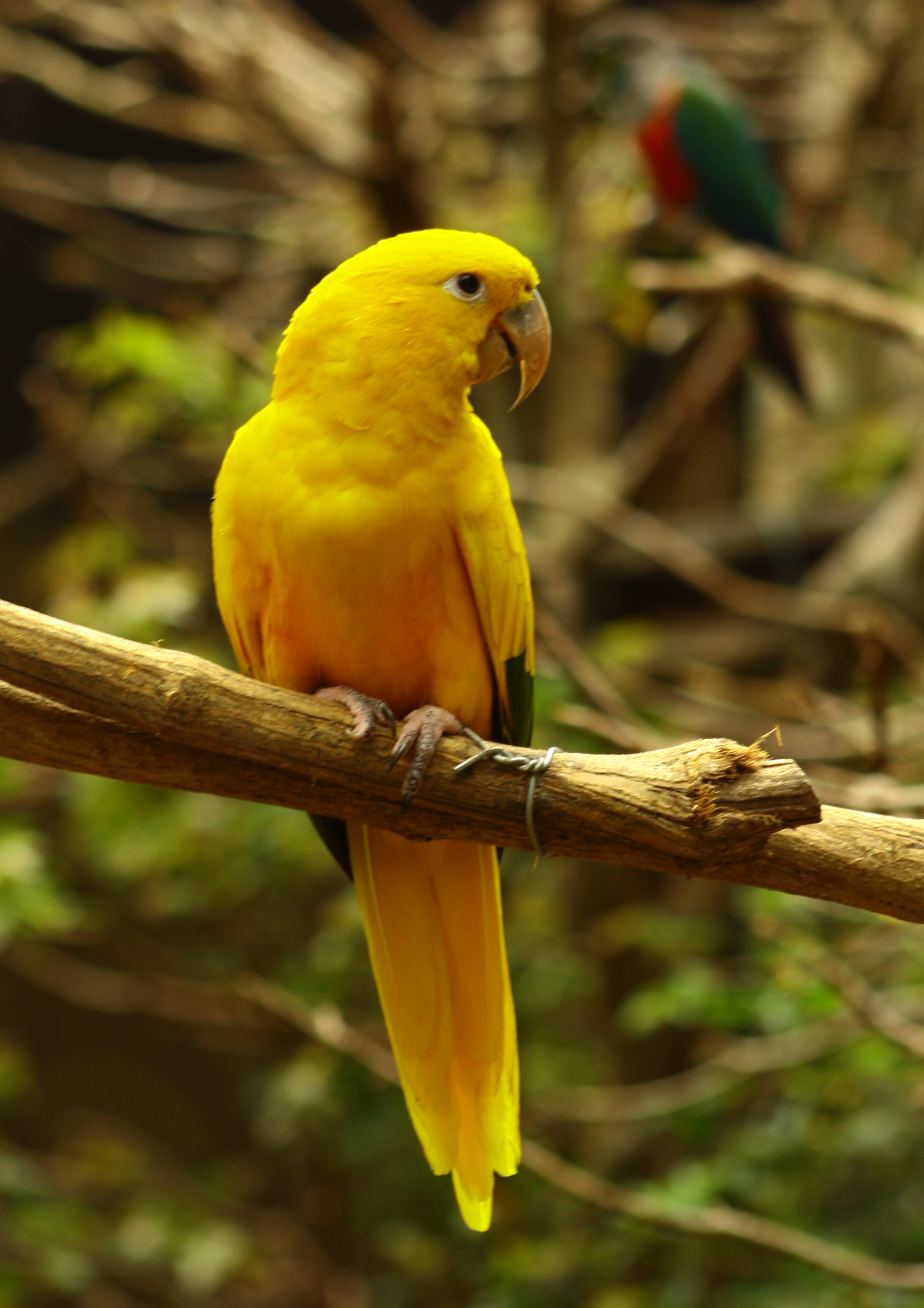
Papagal auriu
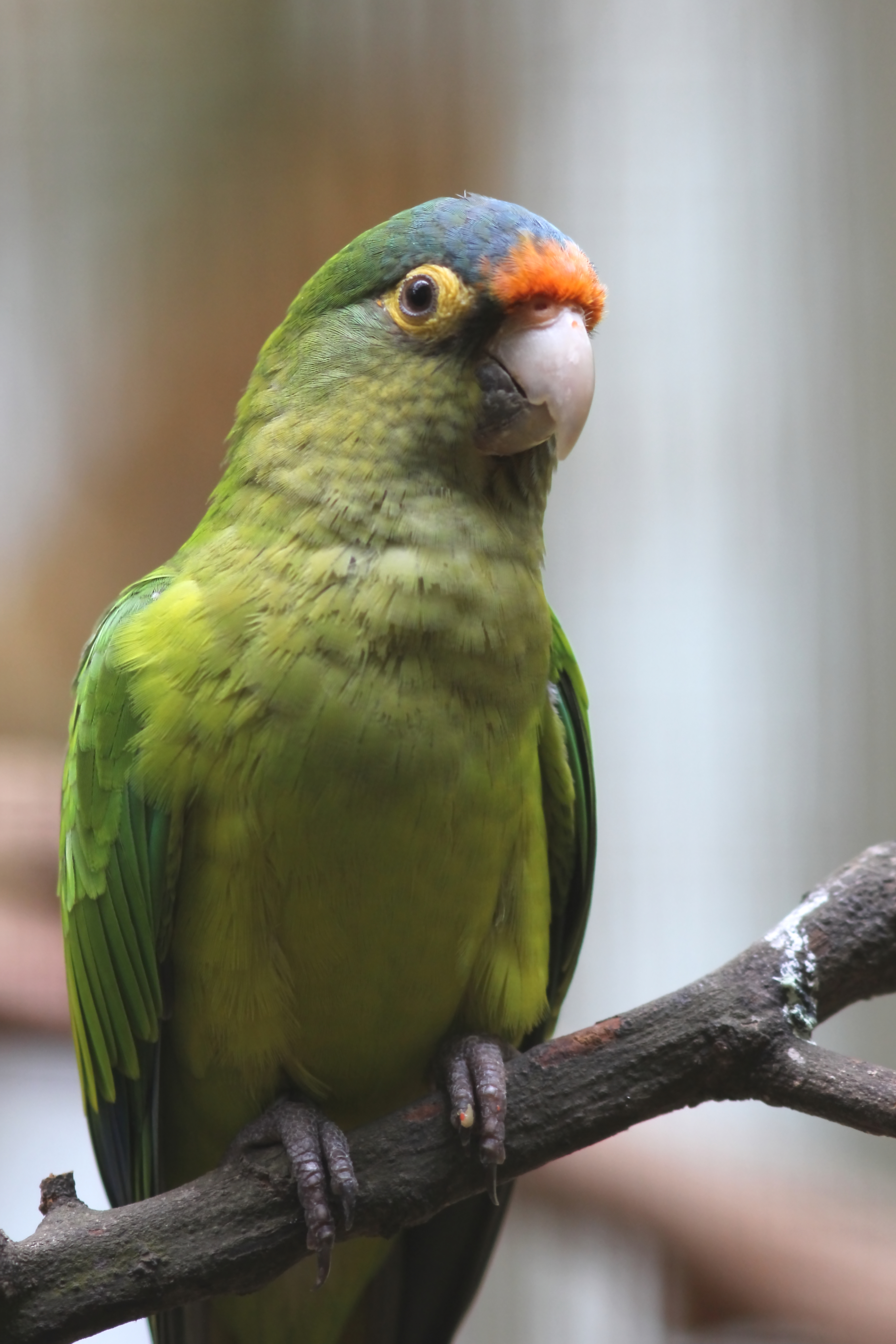
Eupsittula canicularis
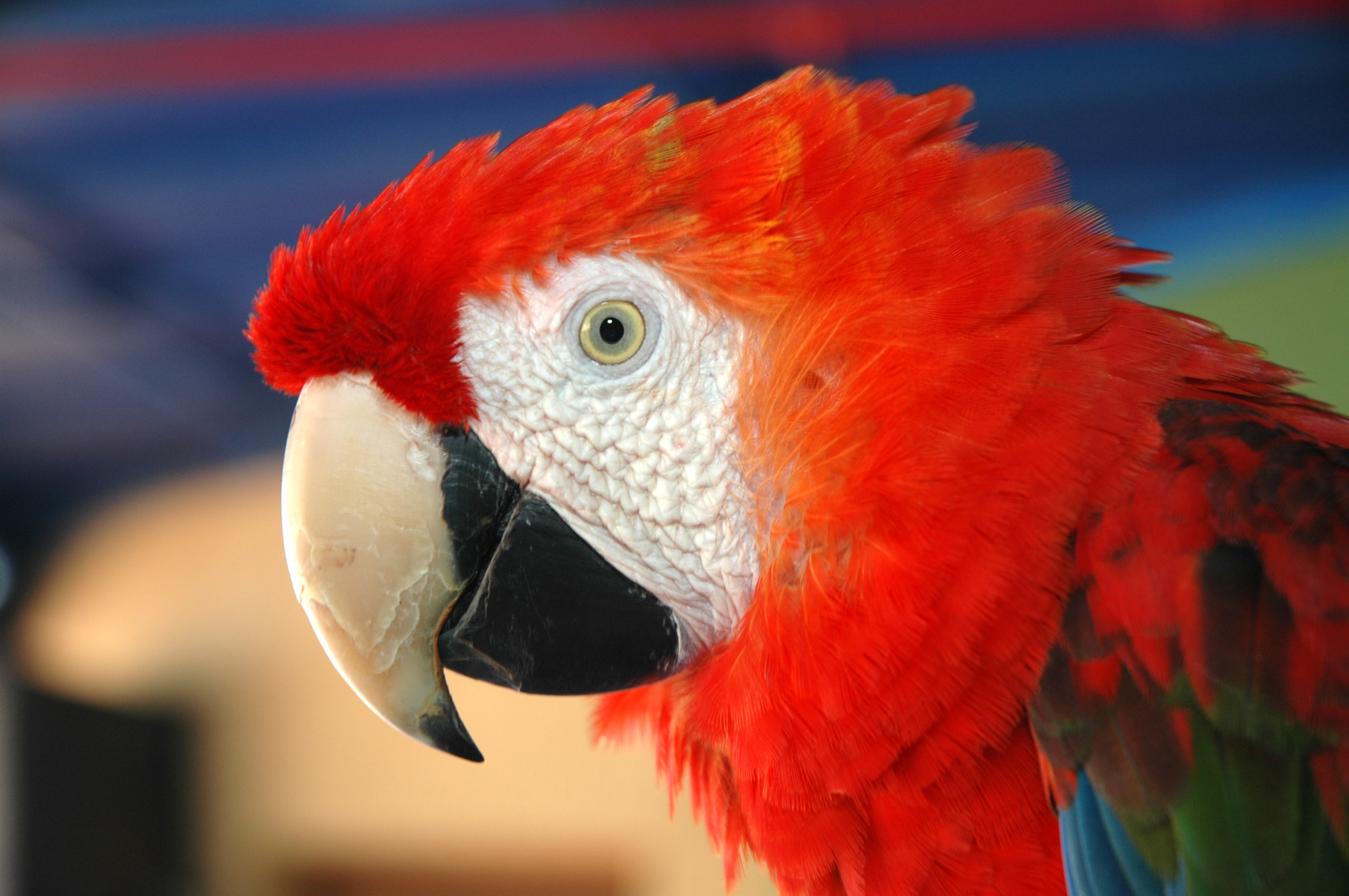
Ara roșu
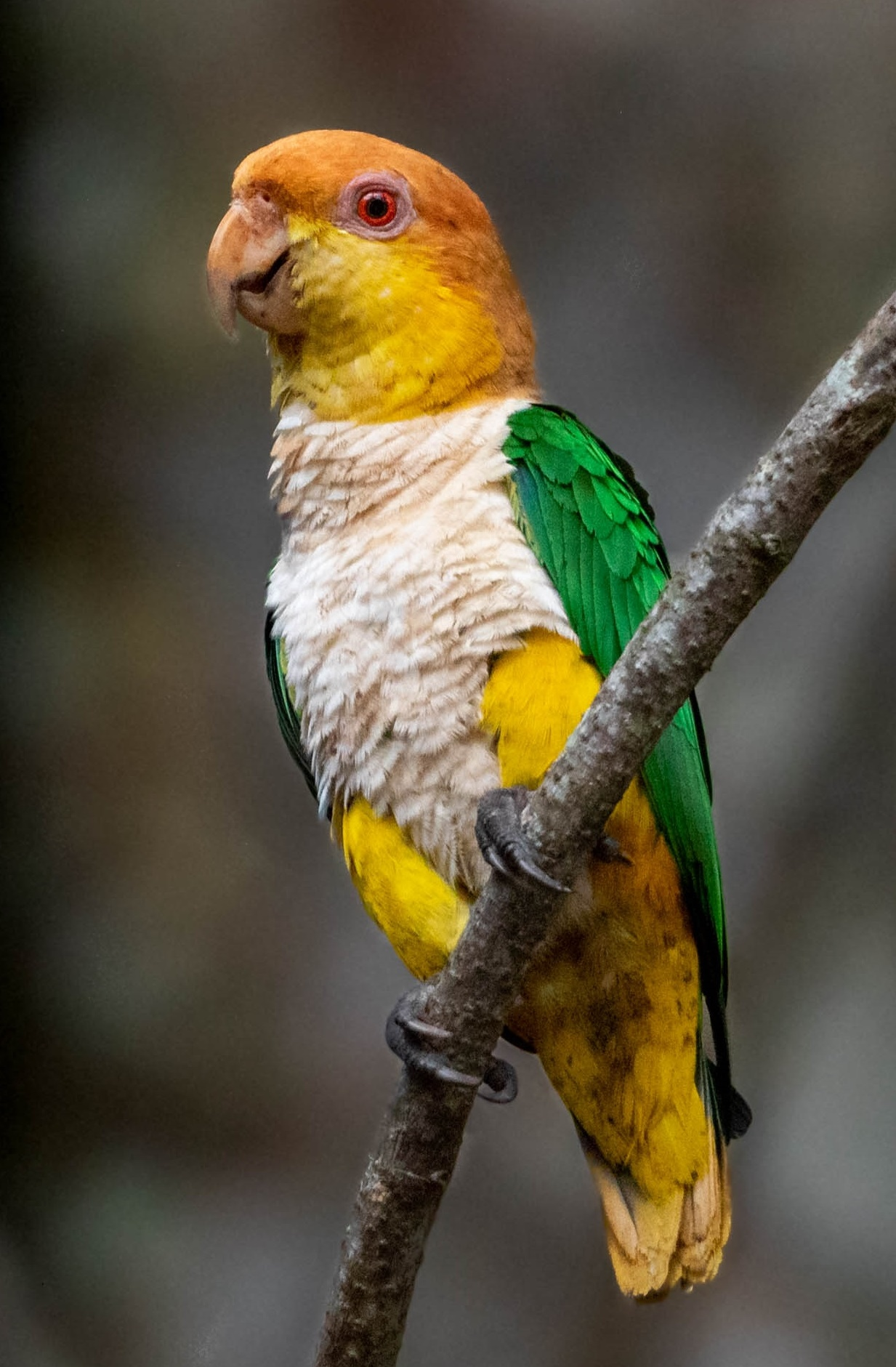
Pionites leucogaster
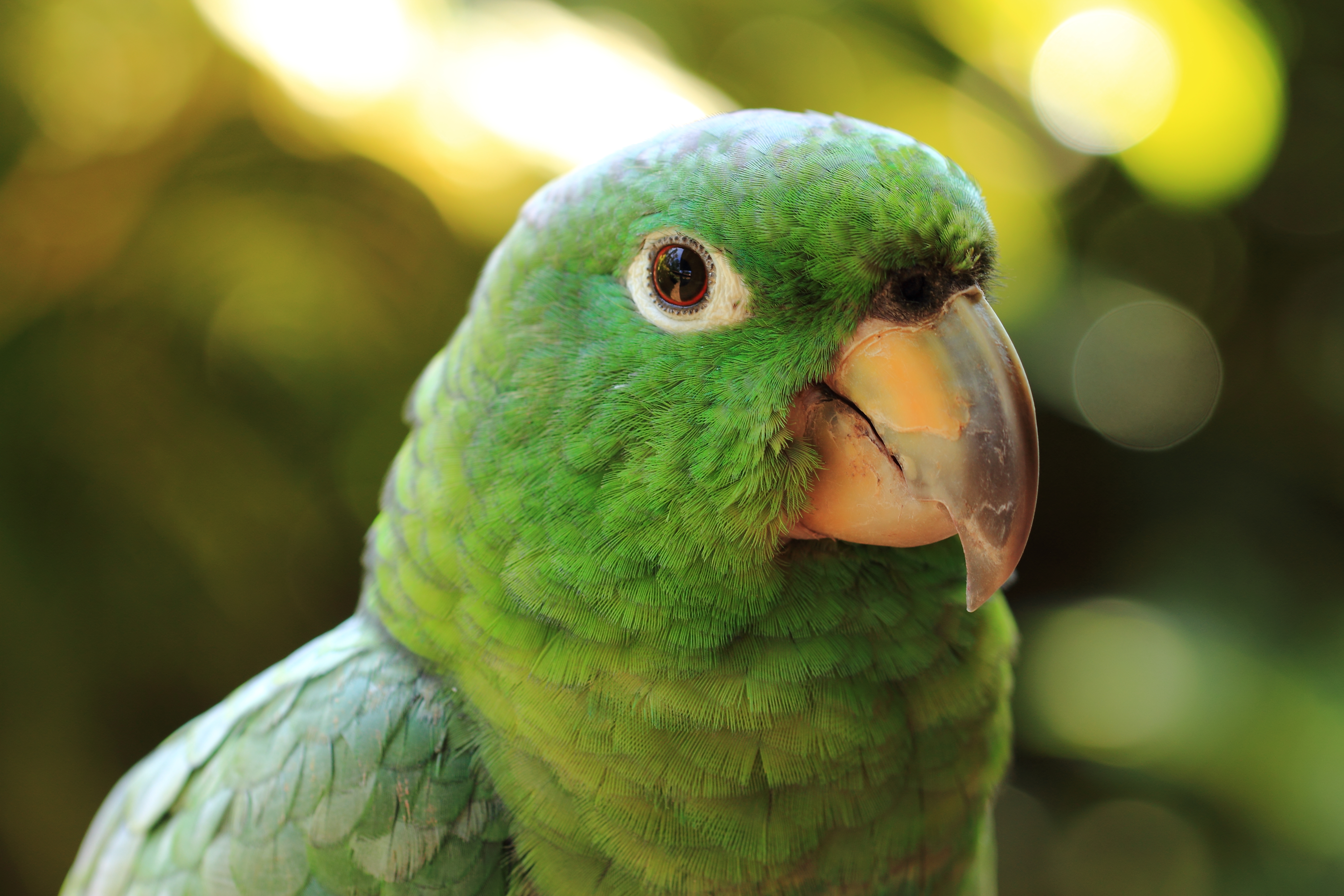
Psittacara leucophthalmus
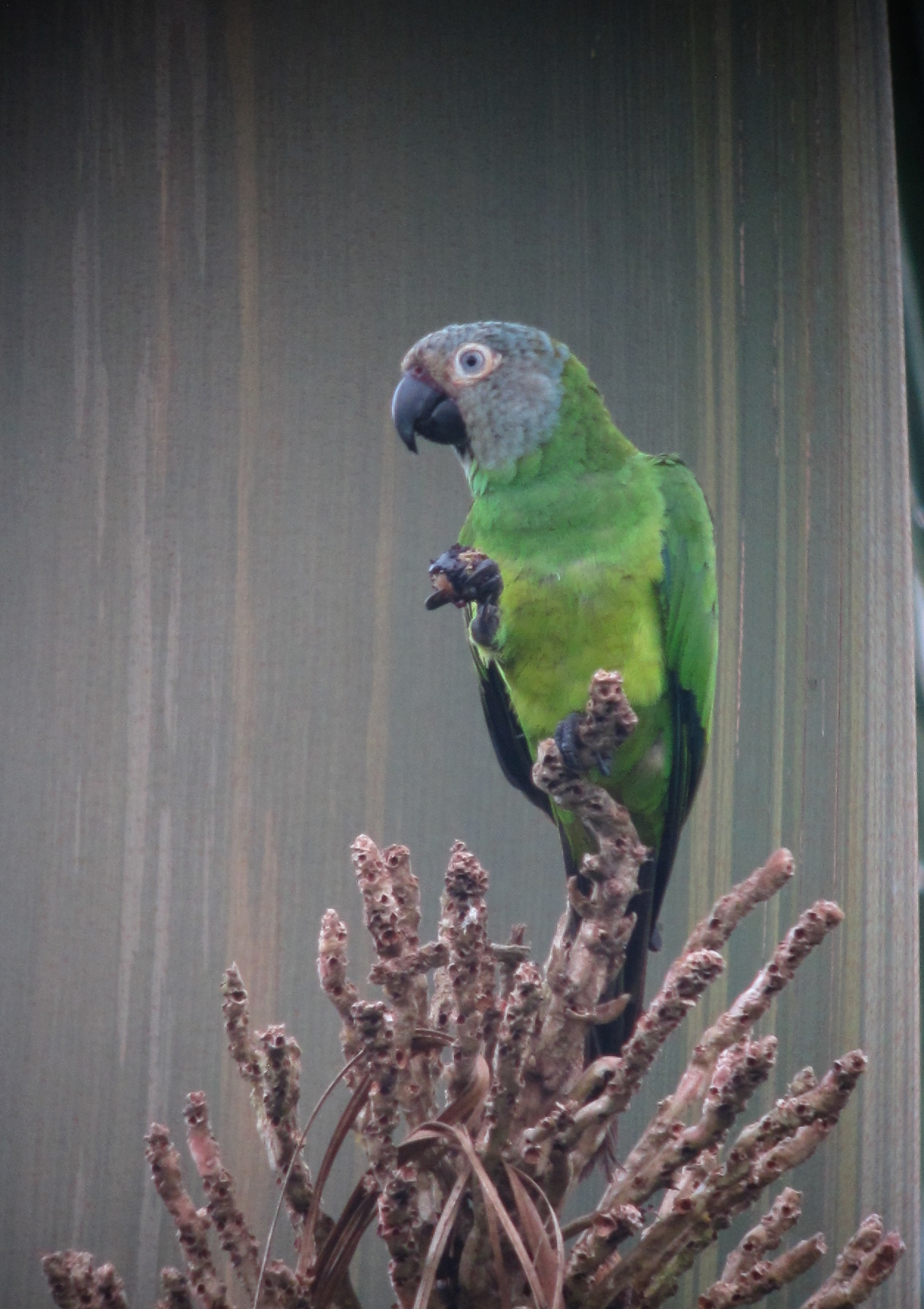
Aratinga weddellii
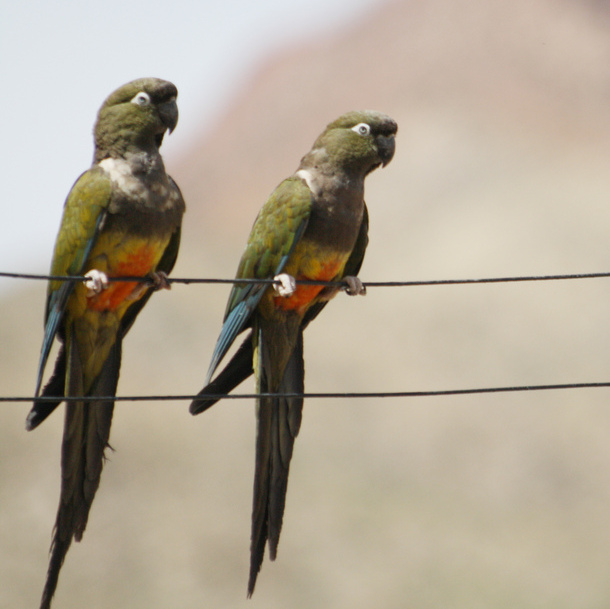
Cyanoliseus patagonus
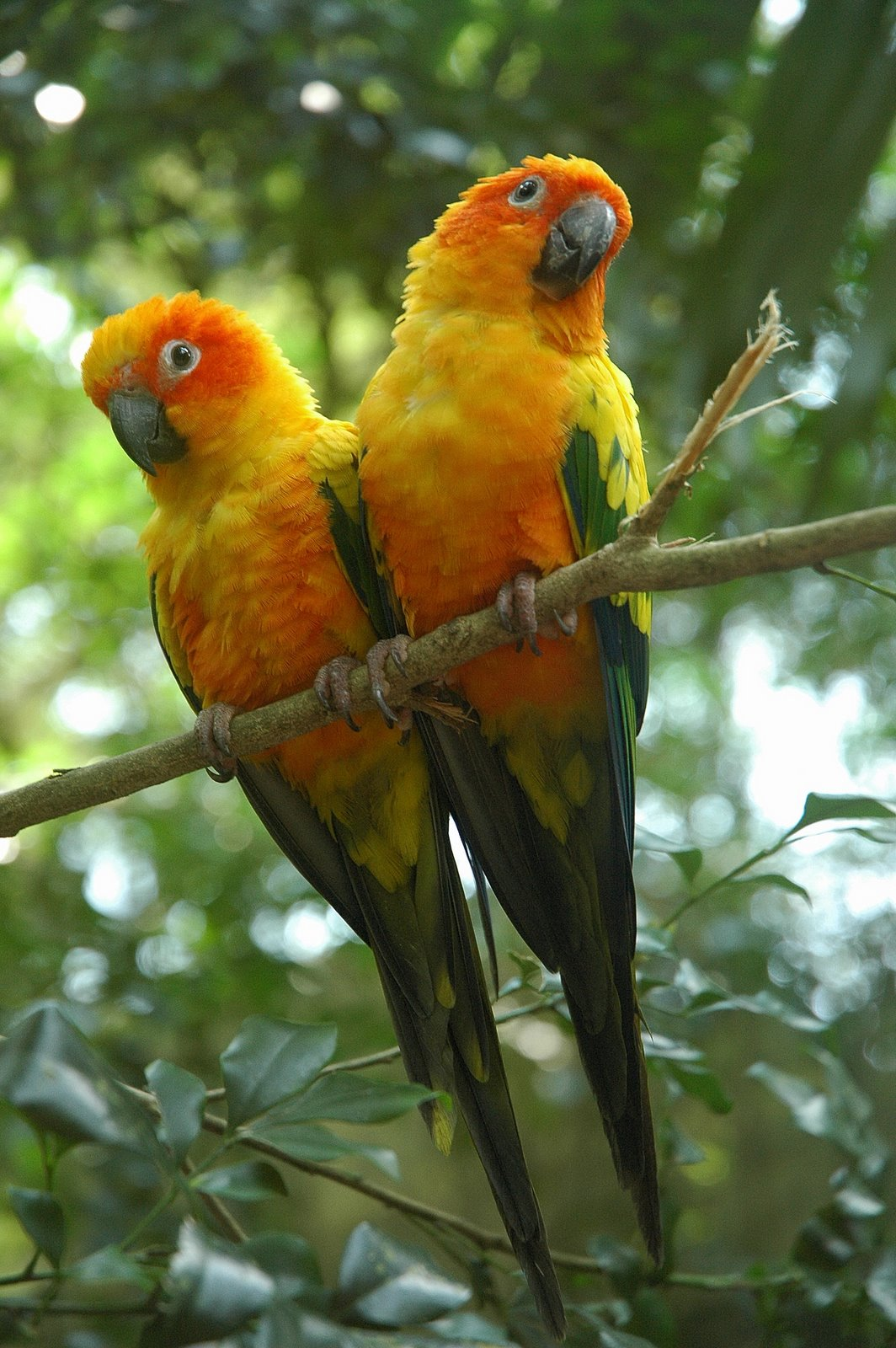
Aratinga solstitialis
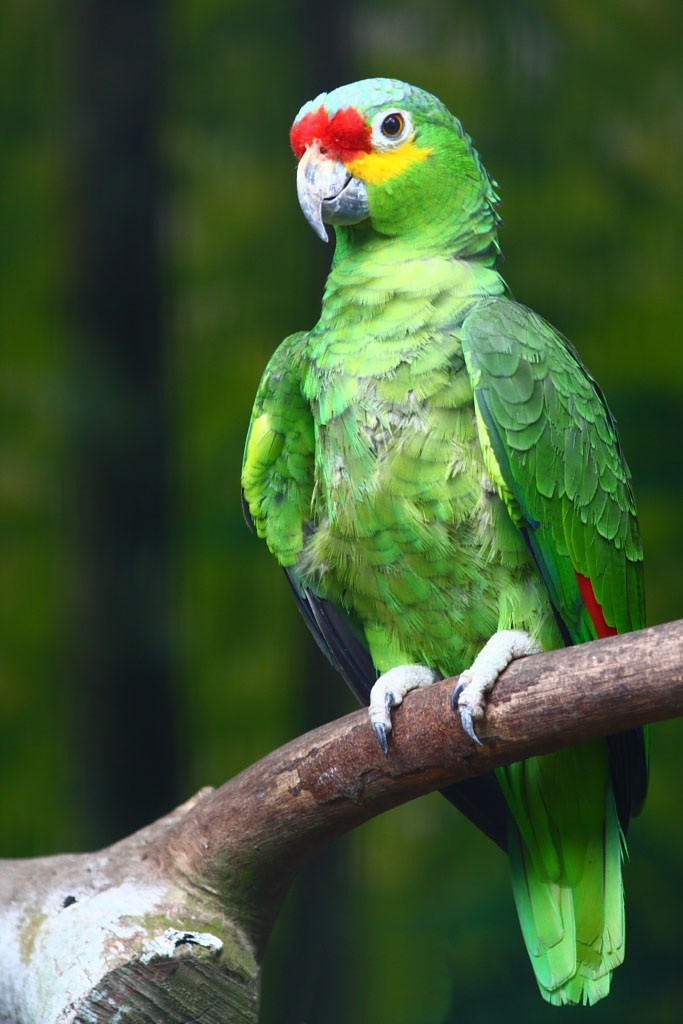
Amazona autumnalis
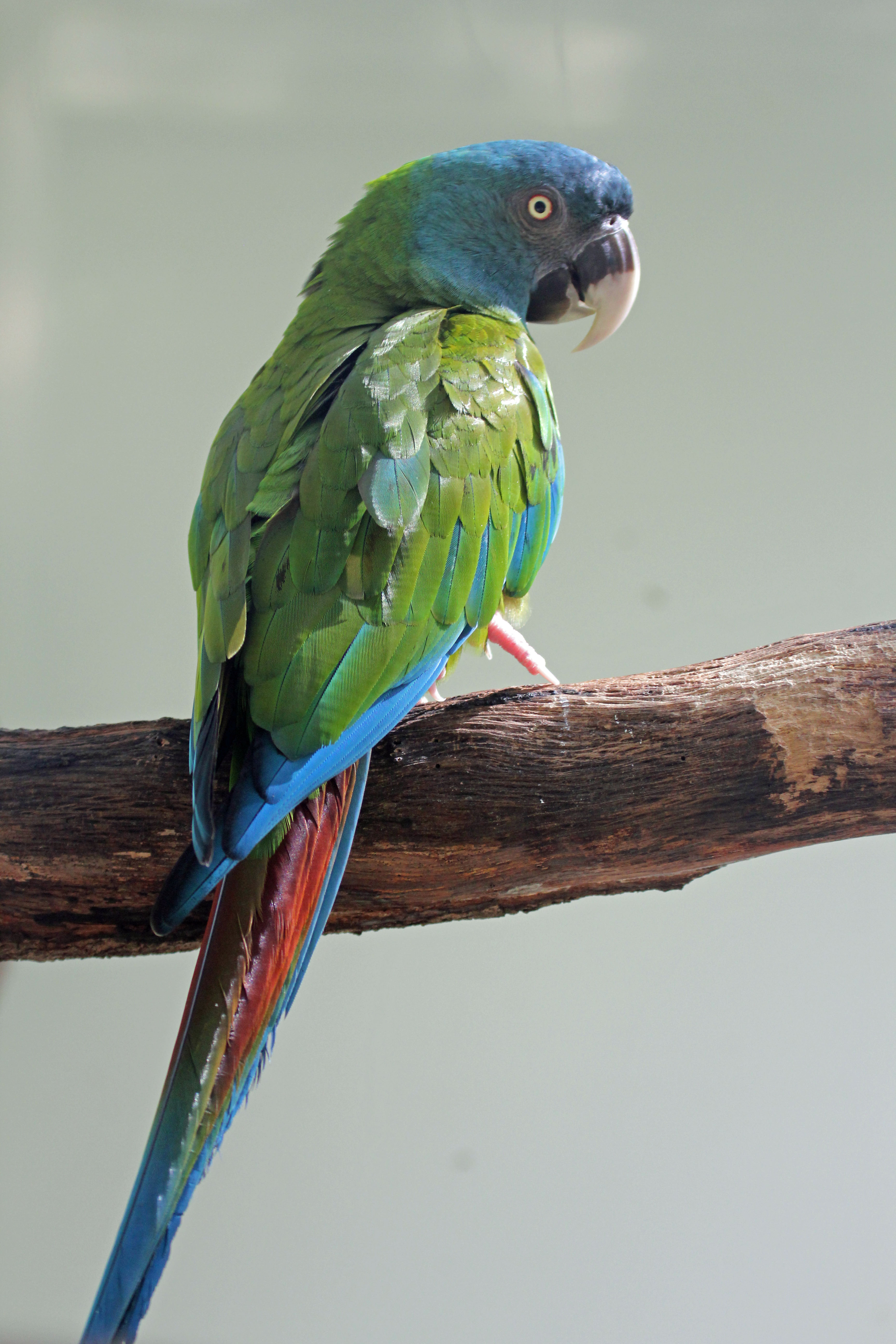
Primolius couloni